# أندوكوت (أسطورة)
أندوكوت (بالإنجليزية: Andaokut)‏ الشكل «المُحَوَّل» عند هنود أمريكا الشمالية. ولد من دموع أو مخاط امرأة حزينة على فقد أبنائها الذين سرقتهم ماهالاس، امرأة الغابة. ويظهر أندوكوت من دموع أو مخاط الأنف وبسرعة ينمو نموا كاملا، وعلى الفور يغامر بانقاذ الأبناء المسروقين ويقتل ماهالاس.

## معرض صور

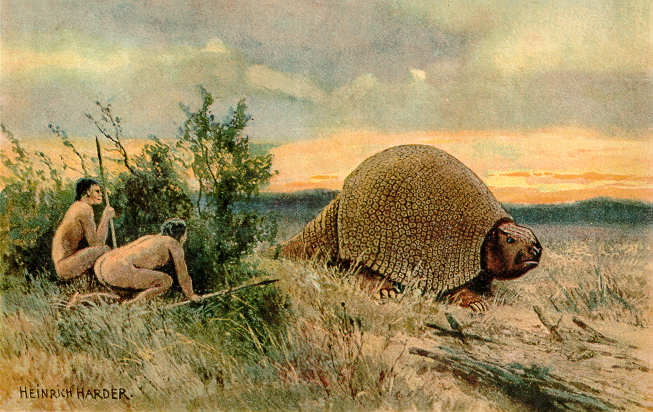
رسم توضيحي للسكان الأصليين وهم يصطادون غليبتودون.
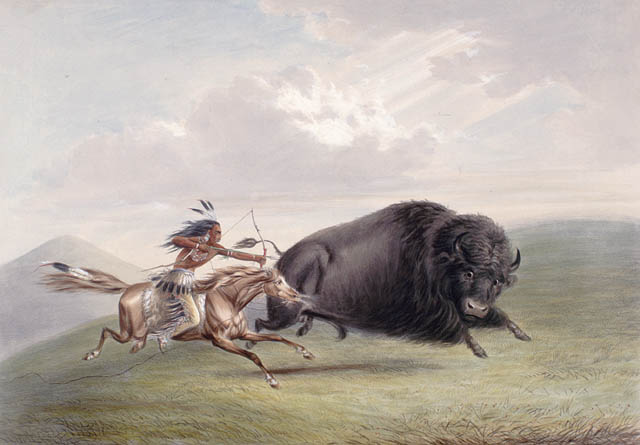
مطاردة البيسون يصورها جورج كاتلين.
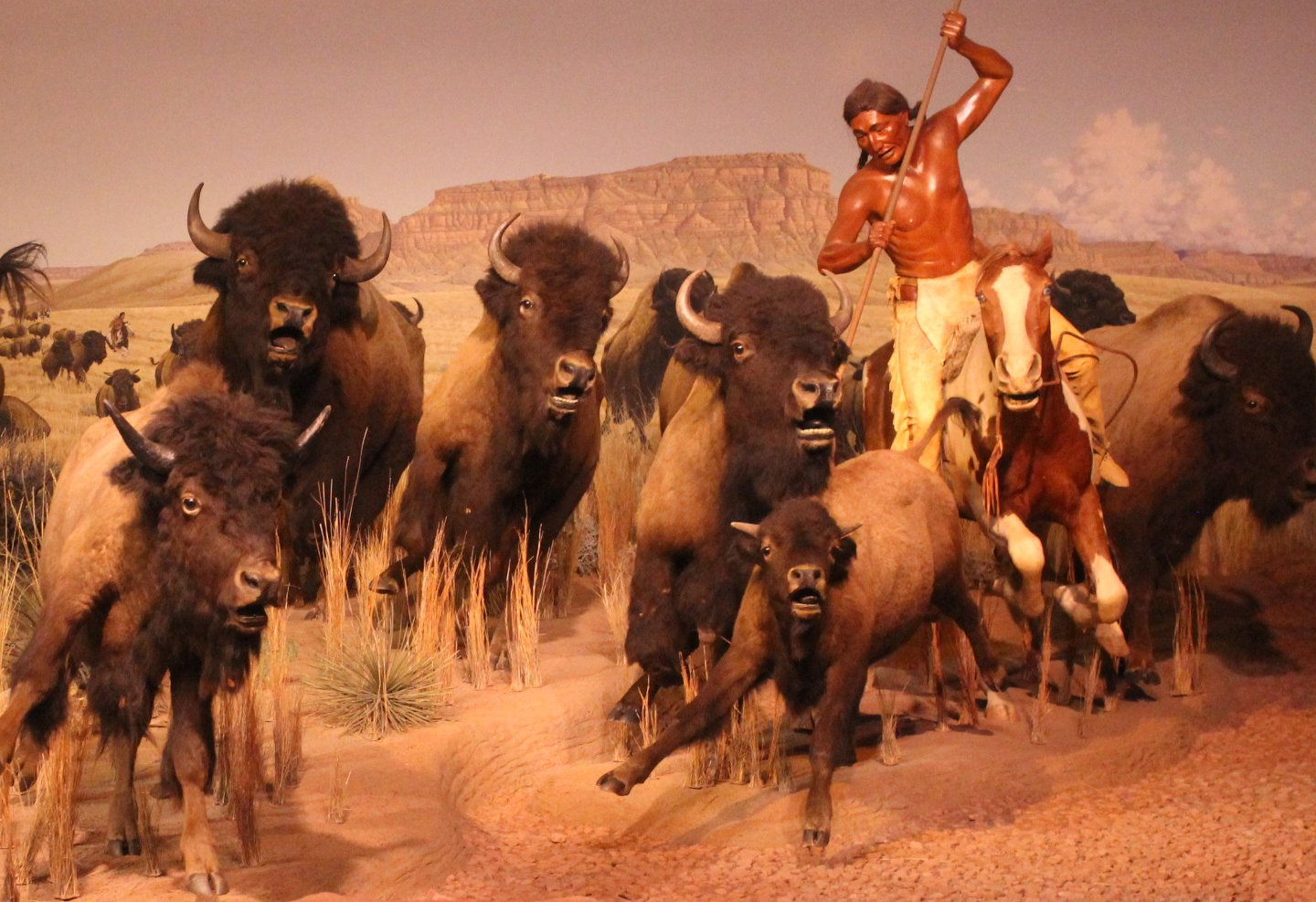
مطاردة حيوان البيسون من قبل أحد السكان الأصليين.
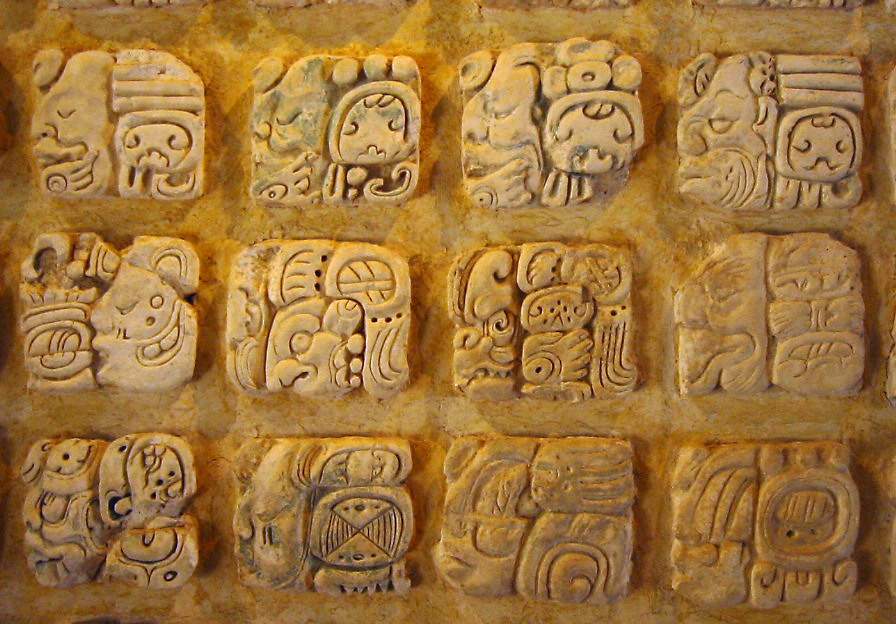
صورعلى الجص من المايا في متحف Sitio في بالينكو، المكسيك.
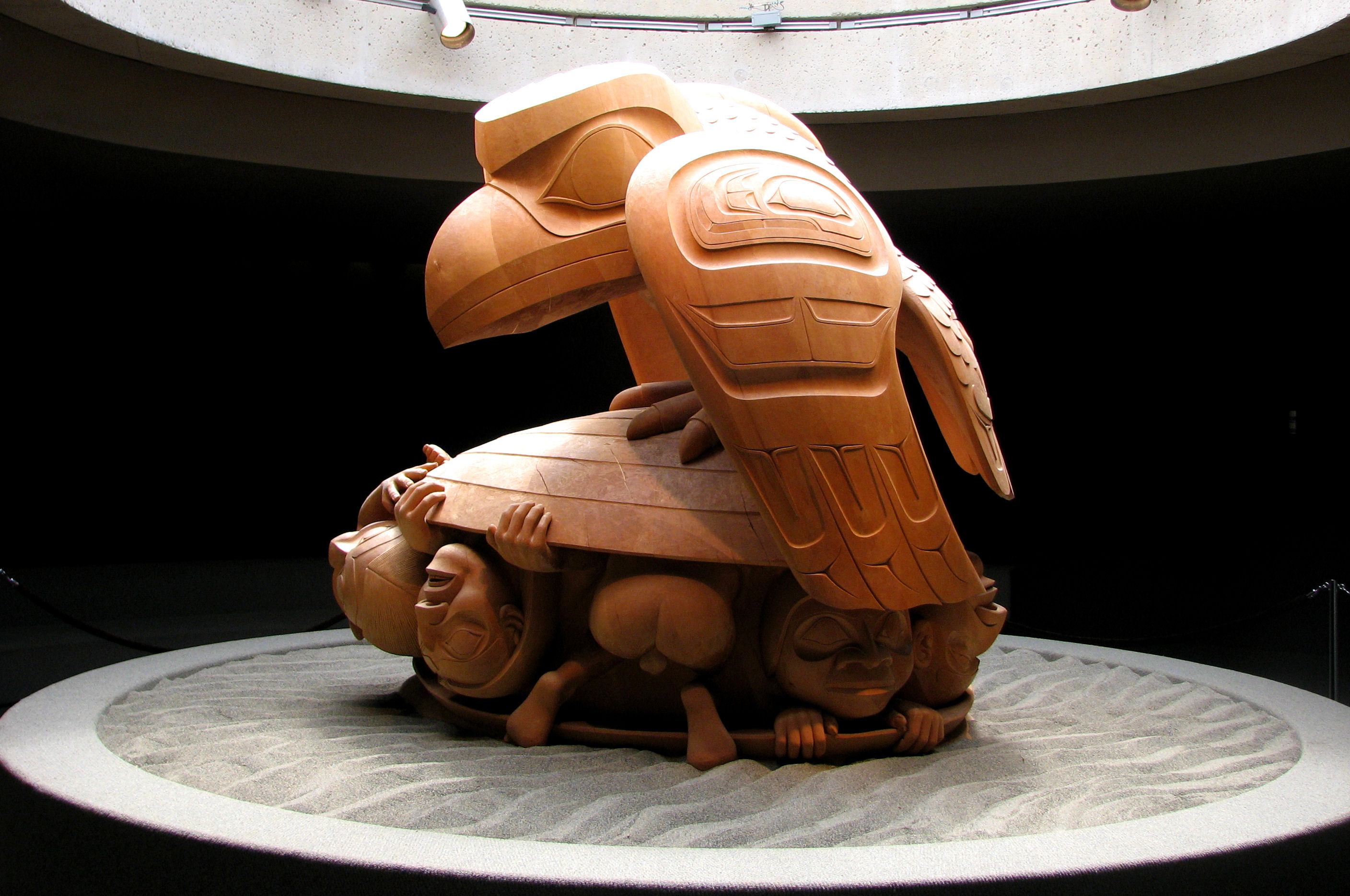
الغراب والرجل الأول. يمثل الغراب شخصية المحتال المشترك في العديد من الأساطير.